# Gałki (powiat sokołowski)
Gałki – wieś w Polsce położona w województwie mazowieckim, w powiecie sokołowskim, w gminie Repki. Ma status sołectwa.
| SIMC    | Nazwa         | Rodzaj    |
| ------- | ------------- | --------- |
| 0684866 | Ignacopol     | osada     |
| 0672484 | Kolonia Gałki | część wsi |
| 0684872 | Salusin       | osada     |

W latach 1975–1998 miejscowość należała administracyjnie do województwa siedleckiego.
Wierni Kościoła rzymskokatolickiego należą do parafii św. Stanisława w Skrzeszewie.